# Alf Woxnerud
Alf Karl-Erik Woxnerud, född 25 augusti 1961, är en svensk serietecknare och manusförfattare. Woxnerud debuterade med serien "Historiska historier" i Svenska Serier på 1970-talet. Han har även tecknat serier som "Stig & Grieg", "Ferguson" och "Roine Blom" samt diverse serier för Svenska Mad och Pyton.
Woxnerud var med i redaktionen för bland annat Fantomen och Svenska Mad. Han tecknar även "Ferguson" för tidningen 91:an.